# Сервій Корнелій Лентул (претор)
Сервій Корнелій Лентул (Servius Cornelius Lentulus; близько 209 до н. е. — після 169 до н. е.) — політичний діяч Римської республіки, претор 169 року до н. е.

## Життєпис
Походив з патриціанського роду Корнеліїв, його гілки Лентулів. Син Сервія Корнелія Лентула, курульного еділа 207 року до н. е. Про молоді роки мало відомостей. У 172 році до н. е. увійшов до складу посольства, спрямованого для перемовин з грецькими громадами про союз проти Македонії. Вирушив на Кефалленію і в західний Пелопоннес. Потім був викликаний колегами-послами в Халкіду.
У 169 році до н. е. обрано претором. Як провінцію отримав Сицилію. Про подальшу долю немає відомостей.

## Родина
- Сервій Корнелій Лентул, проконсул провінції Азія у 110 році до н. е.